# Елатомский уезд
Ела́томский уезд — административная единица в Тамбовской губернии Российской империи и Рязанской губернии РСФСР, существовавшая в 1779—1924 годах. Уездный город — Елатьма.

## География
Уезд был расположен на севере Тамбовской губернии. По площади уезд занимал территорию в 3570,8 вёрст².

## История
Уезд был образован в 1778 году в составе Рязанского наместничества (в состав Елатомского была передана часть земель Шацкого уезда, территория которого уменьшилась). В 1779 году передан в Тамбовское наместничество (с 1796 года — Тамбовская губерния). Постановлением Президиума ВЦИК от 4 января 1923 года «Об изменениях в составе Тамбовской губернии» Елатомский уезд был передан в состав Рязанской губернии, к нему были присоединены Бедишевская, Енкаевская, Еремишевская, Новосельская, Преображенская и Спасско-Раменская волости Темниковского уезда, а из Широмасовской волости Темниковского уезда в Ермишевскую волость Елатомского уезда были переданы селения Акаево, Карклачево, Турмадеево и Чернышово.
20 февраля 1924 декретом ВЦИК уезд был упразднён. Его территория отошла к Касимовскому уезду, в котором на основе 7 старых волостей сформированы укрупнённые Ардабьевская, Больше-Кусморская и Высоко-Полянская волости, и к Шацкому уезду — в последнем из остальных 26 волостей сформированы укрупнённые Потапьевская, Нестеровская, Азеевская, Ермишинская, Новосельская, Сасовская, Кадомская с центром в заштатном городе Кадом, Мокринская и Поляково-Майданская волости.
В настоящее время территория бывшего Елатомского уезда распределена между Ермишинским, Кадомским, Касимовским, Пителинским, Сасовским и Чучковским районами Рязанской области.

## Демография
Население уезда в 1890 году 170 612 чел.
По переписи 1897 года в уезде было 141 027 жителей (64 722 мужчины и 76 305 женщин). В г. Елатьма — 4578 чел.

## Населённые пункты
В 1893 году в состав уезда входил 381 населённый пункт, наибольшие из них:
- г. Елатьма — 8452 чел.;
- Сасово — 6400 чел.;
- Азеево — 4296 чел.;
- Шевалеевский Майдан — 2540 чел.;
- Высокие Поляны — 2242 чел.;
- Бастаново — 2127 чел.;
- Котелино — 1752 чел.;
- Которово — 1725 чел.;
- Балушевы Починки — 1711 чел.;
- Ермолово — 1710 чел.;
- Потапьево — 1703 чел.

## Административное деление
В 1890 году в состав уезда входило 26 волостей:
| № п/п | Волость               | Волостное правление   | Число селений | Население |
| ----- | --------------------- | --------------------- | ------------- | --------- |
| 1     | Азеевская             | с. Азеево             | 6             | 5482      |
| 2     | Алферьвская           | с-цо Алферьево        | 18            | 5680      |
| 3     | Ардабьевская          | с. Большое Ардабьево  | 10            | 4277      |
| 4     | Балушево-Починская    | с. Балушевы Починки   | 4             | 3249      |
| 5     | Больше-Кусморская     | с. Большой Кусмор     | 3             | 3140      |
| 6     | Высоко-Полянская      | с. Высокие Поляны     | 7             | 4900      |
| 7     | Вялсинская            | с. Вялсы              | 12            | 5184      |
| 8     | Глядковская           | с. Глядково           | 6             | 4429      |
| 9     | Гридинская            | с. Гридино            | 11            | 4789      |
| 10    | Даниловская           | с. Данилово           | 16            | 4785      |
| 11    | Ермолаевская          | с. Ермолово           | 19            | 7973      |
| 12    | Истлеевская           | с. Истлеево           | 5             | 4930      |
| 13    | Каргашинская          | с. Каргашино          | 15            | 4913      |
| 14    | Котелинская           | с. Котелино           | 11            | 5329      |
| 15    | Ласицкая              | с. Ласицы             | 6             | 4720      |
| 16    | Мало-Кусмарская       | с. Малый Кусмор       | 8             | 6001      |
| 17    | Мокринская            | с. Мокрое             | 13            | 6951      |
| 18    | Нащинская             | с. Нащи               | 3             | 3493      |
| 19    | Нестеровская          | с. Нестерово          | 8             | 4636      |
| 20    | Подболотская          | с. Подболотье         | 6             | 4254      |
| 21    | Полтево-Пеньковская   | с. Полтевы Пеньки     | 9             | 5623      |
| 22    | Поляковско-Майданская | с. Поляковский Майдан | 6             | 5505      |
| 23    | Потапьевская          | с. Потапьево          | 10            | 4722      |
| 24    | Савватемская          | с. Савватьма          | 13            | 6843      |
| 25    | Сасовская             | с. Сасово             | 4             | 6807      |
| 26    | Хохловская            | с-цо Хохловка         | 12            | 7746      |